# Сє Лінка
Сє Лінка (спрощ.: 谢琳卡; ютпхін: Xiè Línkǎ, 1981) — китайська лікар, яка завчасно попередила про початок поширення COVID-19 в китайському місті Ухань. Вона стала відома як інформатор про нову хворобу. Цей титул присвоювали іншим особам у Китаї, таким як Лю Вень і лікар Лі Веньлян, який інфікувався і пізніше помер від коронавірусу, які попереджали громадськість про початок поширення нової хвороби.

## Освіта і початок кар'єри
Сє Лінка отримала ступінь доктора філософії в медичному коледжі Тунцзі Науково-технологічного університету Хуачжун в Ухані, після чого працювала лікарем онкологічного центру в Уханській об'єднаній лікарні для вчителів.
Шановні вчителі, мій колега з інфекційного відділення поділився з нами інформацією з відділення:
найближчими днями, будь ласка, уникайте оптового ринку морепродуктів Хуанань , кілька людей, які туди побували, зараз хворіють на пневмонію невідомого походження (схожу на ГРВІ). Сьогодні наша лікарня вже прийняла кількох хворих на пневмонію, які відвідали оптовий ринок морепродуктів Хуанань.
- Просимо всіх бути обережними, носити хірургічні маски чи респіратори

Скріншот зі звіту Caixin

## Викривальне повідомлення
30 грудня 2019 року Сє Лінка опублікувала повідомлення в групі WeChat для свого робочого місця, онкологічного центру в Уханській об'єднаній лікарні. Вона повідомила: «Не відвідуйте найближчим часом ринок морепродуктів Хуанань. Багато людей захворіли незрозумілою пневмонією (схожою на SARS). Сьогодні наша лікарня прийняла багатьох хворих із пневмонією з оптового ринку морепродуктів Хуанань. обов'язково носіть маски та провітрюйте свою кімнату», і процитувала своє джерело як «новини, опубліковані в нашій групі новачком, молодим співробітником моєї лікарні».

## Спілкування з поліцією
Приблизно 3 січня 2020 року Сє отримала телефонний дзвінок від поліції Уханя, який наказав їй не поширювати «неправдиву інформацію», хоча вона зазначила, що тон співрозмовника був «дуже ввічливим».

## Коментар заяви
Сє Лінка пізніше заявила в інтерв'ю, що її «раннє попередження» громадськості було частиною обов'язку лікаря.